# Halowe Mistrzostwa Europy w Łucznictwie 2011
13. Halowe Mistrzostwa Europy w Łucznictwie odbyły się w dniach 21 - 27 marca 2011 roku w Cambrils w Hiszpanii.

## Reprezentacja Polski seniorów

### łuk klasyczny
- Małgorzata Ćwienczek
- Natalia Leśniak
- Piotr Nowak
- Piotr Piątek
- Jacek Proć
- Paula Wyczechowska

### łuk bloczkowy
- Anna Stanieczek

## Reprezentacja Polski juniorów

### łuk klasyczny
- Maciej Fałdziński
- Emilia Jędra
- Joanna Kamińska
- Dawid Malicki
- Piotr Pajączek
- Aleksandra Wojnicka

### łuk bloczkowy
- Katarzyna Szałańska

## Medaliści

### Seniorzy

#### Strzelanie z łuku klasycznego
| Konkurencja:           | Złoto:                                                            | Srebro:                                                              | Brąz:                                                         |
| indywidualnie kobiet   | Tatjana Borodaj                                                   | Natalia Valeeva                                                      | Coby Hurkmans                                                 |
| indywidualnie mężczyzn | Mauro Nespoli                                                     | Aleksander Kożin                                                     | Wiktor Ruban                                                  |
| drużynowo kobiet       | Gruzja · Chatuna Narimanidze · Kristine Esebua · Asmat Diasamidze | Ukraina · Tetiana Dorochowa · Wiktoria Kowal · Tetiana Bereżna       | Rosja · Anna Bombojewa · Natalia Erdynijewa · Tatjana Borodaj |
| drużynowo mężczyzn     | Ukraina · Wiktor Ruban · Markijan Iwaszko · Jurij Hawełko         | Rosja · Aleksander Kożin · Belikto Cyrempiłow · Czyngis Cyrendasziew | Włochy · Luca Maran · Mauro Nespoli · Michele Frangilli       |

#### Strzelanie z łuku bloczkowego
| Konkurencja:           | Złoto:                                                           | Srebro:                                                        | Brąz:                                                              |
| indywidualnie kobiet   | Marcella Tonioli                                                 | Albina Łoginowa                                                | Fatima Agudo                                                       |
| indywidualnie mężczyzn | Ruben Bleyendaal                                                 | Sebastien Peineau                                              | Morten Boe                                                         |
| drużynowo kobiet       | Rosja · Wiktoria Bałżanowa · Albina Łoginowa · Natalia Awdiejewa | Włochy · Eugenia Salvi · Marcella Tonioli · Katia D'Agostino   | Hiszpania · Fatima Agudo · Irene Cuesta · Julia Benito             |
| drużynowo mężczyzn     | Dania · Martin Damsbo · Patrick Lauersen · Torben Johannesen     | Holandia · Peter Elzinga · Sander Dolderman · Ruben Bleyendaal | Francja · Sebastien Peineau · Dominique Genet · Christophe Doussot |

### Juniorzy

#### Strzelanie z łuku klasycznego
| Konkurencja:           | Złoto:                                                                       | Srebro:                                                                     | Brąz:                                                           |
| indywidualnie kobiet   | Olga Buliga                                                                  | Tuyana Daszidorżiewa                                                        | Lidia Siczenikowa                                               |
| indywidualnie mężczyzn | Bołot Cybżitow                                                               | Antonio Fernández                                                           | Camilo Mayr                                                     |
| drużynowo kobiet       | Ukraina · Lidia Siczenikowa · Olga Buliga · Anastazja Pawłowa                | Rosja · Tatiana Segina · Sayana Cyrempiłowa · Tuyana Daszidorżiewa          | Hiszpania · Margalida Ribas · Miriam Alarcón · Helena Fernández |
| drużynowo mężczyzn     | Hiszpania · Juan Ignacio Rodríguez · Antonio Fernández · Jose Carlos Olandía | Rosja · Konstantin Sanżicybikow · Sanżi-Żanczip Cydenżapow · Bołot Cybżitow | Ukraina · Jewhen Marczenko · Heorhij Iwanickij · Walentyn Sobko |

#### Strzelanie z łuku bloczkowego
| Konkurencja:           | Złoto:                                                                    | Srebro:                                                   | Brąz:                                                         |
| indywidualnie kobiet   | Sahra Sönnichsen                                                          | Toja Černe                                                | Deborah Grillo                                                |
| indywidualnie mężczyzn | Jacopo Polidori                                                           | Ihor Kardasz                                              | Nicklas Friese                                                |
| drużynowo kobiet       | Rosja · Jekaterina Korobejnikowa · Swietłana Czerkasznewa · Anna Artemowa | Dania · Sarah Sönninhsen · Michalina Sigil · Ida Frandsen | Włochy · Deborah Grillo · Giulia Cavalleri · Elisabetta Landi |
| drużynowo mężczyzn     | Włochy · Jacopo Polidori · Luca Fanti · Alessandro Maresca                | Dania · Andreas Darum · Nicklas Friese · Mads Knudsen     | Ukraina · Władysław Bolszakow · Mychajło Bożko · Ihor Kardasz |

## Klasyfikacja medalowa

### Seniorzy
| Lp. | Państwo   | Złoto | Srebro | Brąz | Razem |
| 1.  | Rosja     | 2     | 3      | 1    | 6     |
| 2.  | Włochy    | 2     | 2      | 1    | 5     |
| 3.  | Holandia  | 1     | 1      | 1    | 3     |
| 3.  | Ukraina   | 1     | 1      | 1    | 3     |
| 5.  | Dania     | 1     | 0      | 0    | 1     |
| 5.  | Gruzja    | 1     | 0      | 0    | 1     |
| 7.  | Francja   | 0     | 1      | 1    | 2     |
| 8.  | Hiszpania | 0     | 0      | 2    | 2     |
| 9.  | Norwegia  | 0     | 0      | 1    | 1     |

### Juniorzy
| Lp. | Państwo   | Złoto | Srebro | Brąz | Razem |
| 1.  | Rosja     | 2     | 3      | 0    | 5     |
| 2.  | Ukraina   | 2     | 1      | 3    | 6     |
| 3.  | Włochy    | 2     | 0      | 2    | 4     |
| 4.  | Dania     | 1     | 2      | 1    | 4     |
| 5.  | Hiszpania | 1     | 1      | 1    | 3     |
| 6.  | Słowenia  | 0     | 1      | 0    | 1     |
| 7.  | Niemcy    | 0     | 0      | 1    | 1     |